# Doliće
Doliće je naselje smješteno neposredno do grada Krapine. Broji oko 126 kuća koje su uglavnom smještene po brežuljcima uz lijevu stranu ceste Krapina-Đurmanec u duljini od oko 3 km. Ima dvije željezničke stanice: Doliće i Žutnica. Naselje je sa zapadne strane okruženo šumom (Brezovica) kroz koju prolaze mnogi planinarski putevi dok s istočne strane pogled seže na Podgoru Krapinsku, na Krapinu i planinu Strahinjčicu. 
|  |  |
|  |  |

## Poznate osobe
- Fekonja Željko - gradonačelnik grada Krapine od travnja 1996. do lipnja 1997. godine
- Ovčarić Branko  - poznati glazbenik

## Stanovništvo
Prema popisu stanovništva iz 2001. godine, naselje je imalo 425  stanovnika te 138 obiteljskih kućanstava.
Kretanje broja stanovnika 1857. – 2001. 
| broj stanovnika | 344   | 365   | 351   | 372   | 370   | 418   | 433   | 436   | 430   | 421   | 453   | 445   | 416   | 396   | 425   | 436   | 413   |
|                 | 1857. | 1869. | 1880. | 1890. | 1900. | 1910. | 1921. | 1931. | 1948. | 1953. | 1961. | 1971. | 1981. | 1991. | 2001. | 2011. | 2021. |

## Gospodarstvo
Razne uslužne djelatnosti.